# Amphineurus extraordinarius
Amphineurus (Amphineurus) extraordinarius là một loài ruồi trong họ Limoniidae. Chúng phân bố ở vùng Tân nhiệt đới.